# Dottor Isnardi: amputazione
Dottor Isnardi: amputazione è un documentario muto italiano del 1907 diretto da Roberto Omegna.

## Trama
La pellicola è una documentazione filmata di un intervento chirurgico. 